# Ruộng bậc thang Hoàng Su Phì
Ruộng bậc thang Hoàng Su Phì là một hệ thống gồm nhiều ruộng bậc thang trải dài trên địa bàn 24 xã, thị trấn của huyện Hoàng Su Phì, tỉnh Hà Giang (cũ) với tổng diện tích khoảng 3.700 ha. Đây là một di tích danh thắng cấp quốc gia ở Việt Nam và là điểm du lịch nổi tiếng ở tỉnh Hà Giang.

## Lịch sử
Theo các nhà nghiên cứu dân gian, ruộng bậc thang Hoàng Su Phì có lịch sử hình thành cách đây 200–300 năm từ thời di thực của các tộc Dao, La Chí, Phù Lá, Tày, Nùng, H'Mông, Pu Péo..., với những cuộc phá núi, phá đá, khai khẩn ruộng bậc thang với mục đích trồng bắp và trồng lúa.

## Mô tả

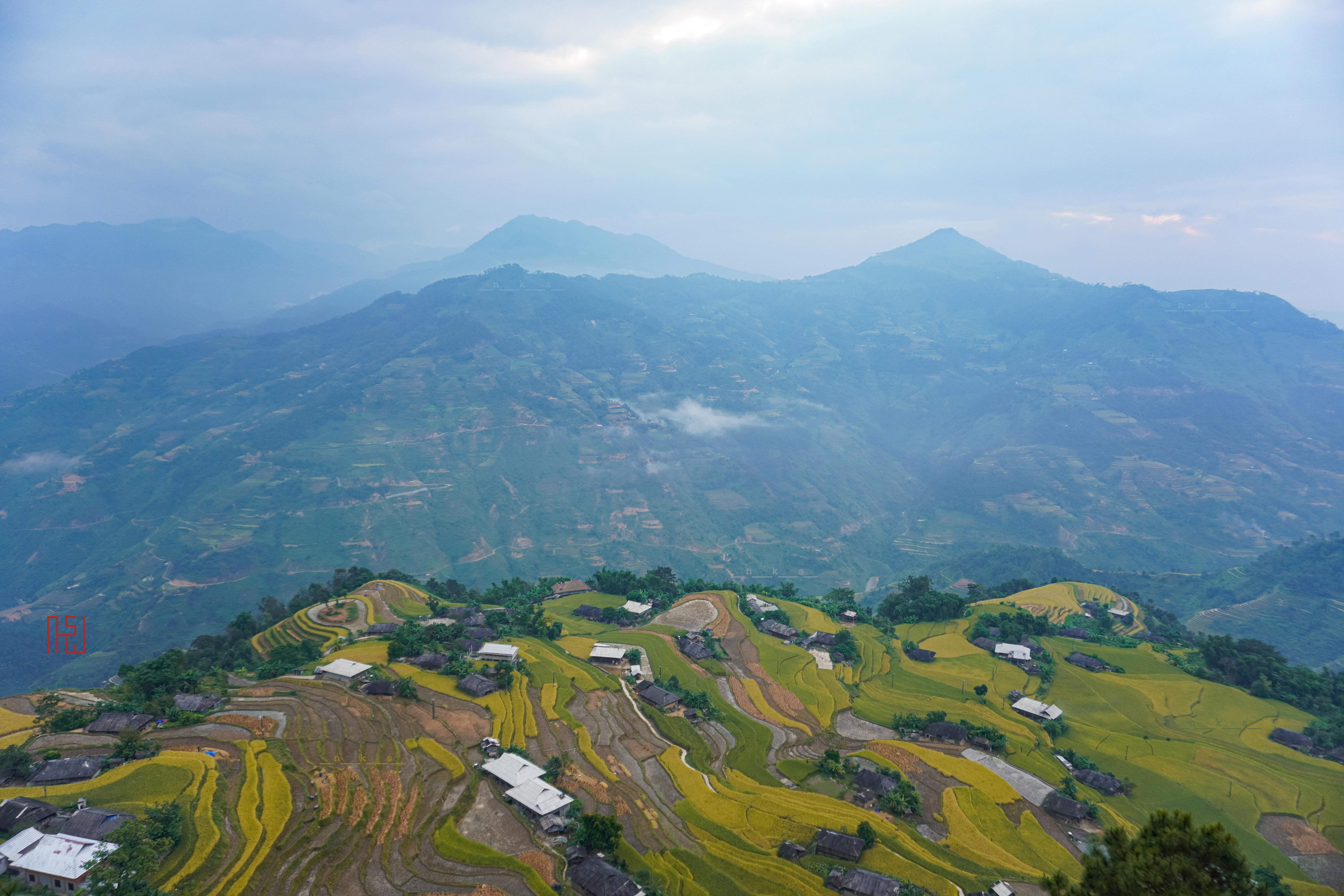
Ruộng bậc thang ở Bản Phùng

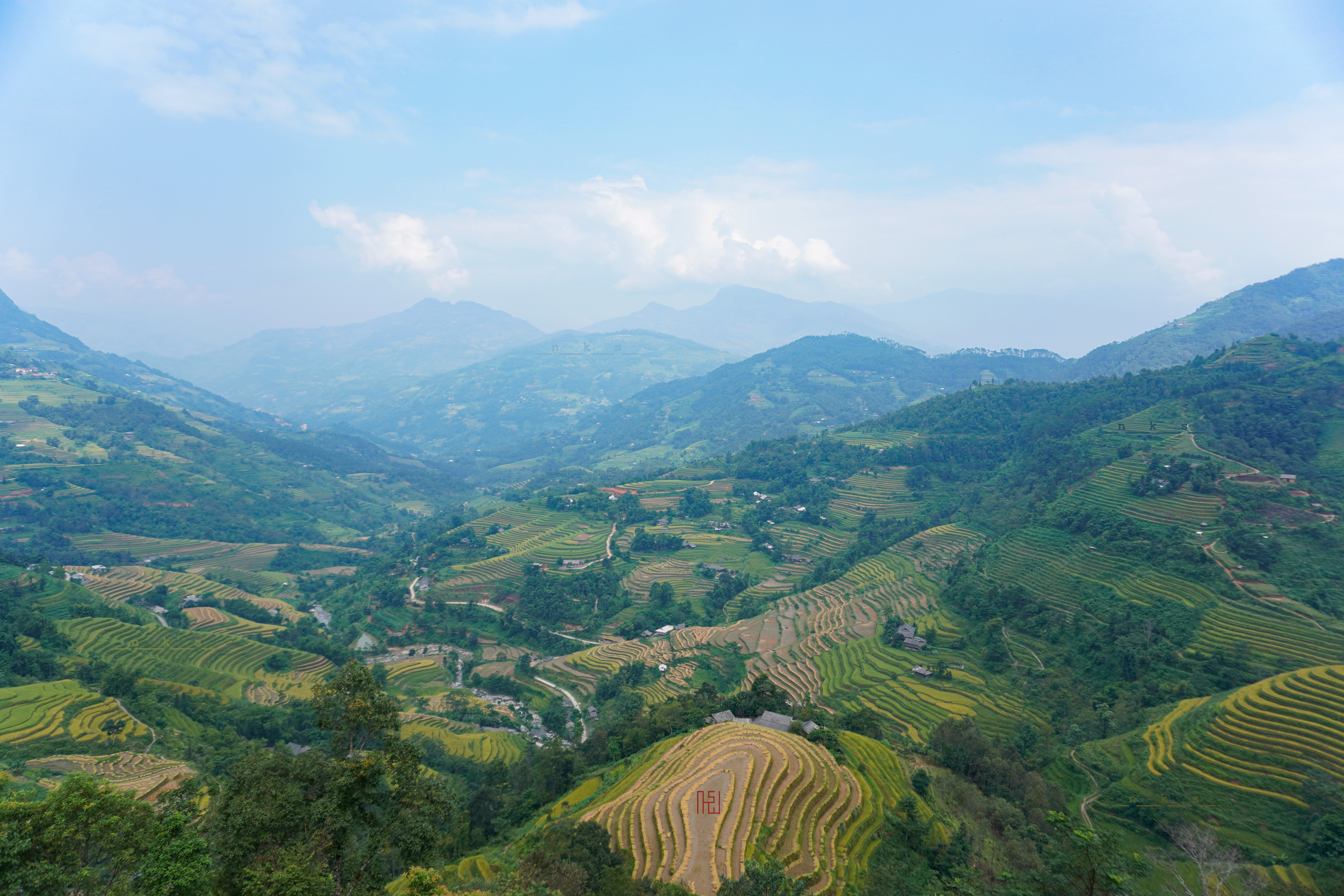
Ruộng bậc thang ở Bản Luốc

Ruộng bậc thang ở Hoàng Su Phì trải dài trên một khoảng diện tích hơn 3.700 ha, nằm trong địa giới hành chính của 24 xã, thị trấn trong huyện. Trong đó có 1.380 ha ruộng bậc thang tại 11 xã Bản Phùng, Bản Luốc, Sán Sả Hồ, Hồ Thầu, Thông Nguyên, Nậm Ty, Tả Sử Choóng, Bản Nhùng, Pố Lồ, Thàng Tín, Nậm Khòa được công nhận di tích danh thắng cấp quốc gia. Bao gồm 6 xã được công nhận vào năm 2012 và 5 xã được công nhận vào năm 2017. Các thửa ruộng bậc thang ở Hoàng Su Phì chạy dài theo hướng từ ven suối lên đỉnh núi, xen giữa là những cánh rừng nguyên sinh và nương chè. Cảnh quan nơi này được cho là đẹp nhất vào mùa gieo cấy (từ tháng 4 đến tháng 6 hàng năm) và mùa lúa chín (từ tháng 8 đến giữa tháng 10 hàng năm). Theo chính quyền huyện Hoàng Su Phì, ruộng bậc thang Hoàng Su Phì vừa là một trong những tư liệu sản xuất quan trọng nhất của cư dân nông nghiệp trong địa bàn, vừa có ý nghĩa lịch sử, thể hiện quá trình định cư và tập quán lao động sản xuất nông nghiệp của các dân tộc thiểu số.

## Du lịch

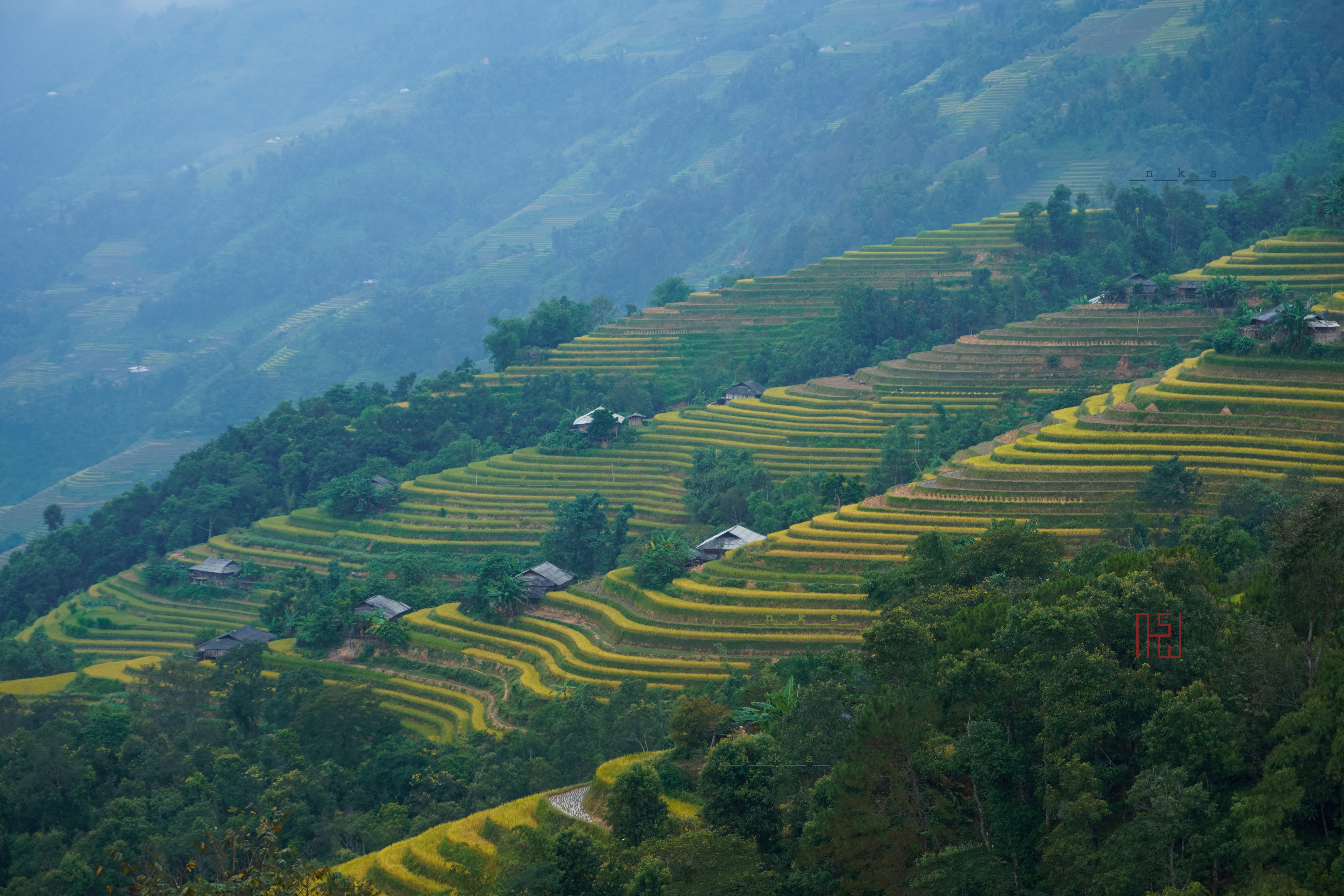
Ruộng bậc thang ở Bản Phùng

Năm 2017, Ủy ban nhân dân huyện Hoàng Su Phì phê duyệt kế hoạch phát triển du lịch đến năm 2021 định hướng đến năm 2030, trong đó hướng đến mục tiêu đón 110.000 lượt khách du lịch vào năm 2021 với doanh thu 260 tỷ đồng. Kế hoạch này tập trung vào du lịch nghỉ dưỡng, du lịch thể thao giải trí, mạo hiểm và du lịch sinh thái, tham quan thắng cảnh ruộng bậc thang Hoàng Su Phì. Tỉnh Hà Giang cũng tổ chức tuần lễ du lịch "Qua những miền di sản ruộng bậc thang Hoàng Su Phì" vào mỗi năm với nhiều hoạt động văn hóa, thể thao và thưởng ngoạn.
Theo chính quyền huyện Hoàng Su Phì, khu du lịch danh thắng quốc gia ruộng bậc thang Hoàng Su Phì tuy hấp dẫn với du khách và tạo nên doanh thu đột biến trong lĩnh vực du lịch, nhưng do lĩnh vực còn mới nên việc khai thác tiềm năng vẫn còn một số hạn chế, chẳng hạn như đặc trưng du khách tương quan theo mùa vụ, chưa tập trung khai thác các thế mạnh về canh tác ngoài cây lúa cũng như các lễ hội gắn với yếu tố mùa vụ, quảng bá chưa đủ mạnh, cơ sở vật chất chưa đảm bảo và việc trùng tu di sản còn hạn chế. Nhà chức trách địa phương cũng đề ra nhiều biện pháp nhằm giải quyết các vấn đề trên.